# Yingli
Yingli Green Energy Holding Company Limited (кит. упр. 英利绿色能源控股有限公司, пиньинь Yīnglì Lǜsè Néngyuán Kònggǔ Yǒuxiàn Gōngsī), сокращённо Yingli (кит. упр. 英利) или Yingli Solar — крупная китайская компания, работающая в области солнечной энергетики и производящая модули фотовольтаики (солнечные батареи).

## История
Компания основана в 1998 году Мяо Ляньшэном, с 2003 года начала производить панели мощностью 2 МВт, а в 2004 году достигла общей мощности произведённых батарей 50 МВт. В 2007 завершила выход на рынок IPO. В 2009 общая мощность выпущенных под маркой Yingli Solar продуктов достигла 1 ГВт. В 2010 построен завод, работающий на основе поликристаллического кремния и силанов.
Запущено производство батарей из монокристаллического кремния на основе фотоэлектрических ячеек n-типа.
Компания была крупнейшим производителем солнечных батарей в 2012 и 2013 годах, уступив первое место Trina Solar в 2015 году.